# Saaruansaari
Saaruansaari är en ö i Finland. Den ligger i sjön Rauhajärvi och i kommunen Kangasniemi i den ekonomiska regionen  S:t Michel och landskapet Södra Savolax, i den södra delen av landet, 220 km nordost om huvudstaden Helsingfors. Öns area är 1,4 hektar och dess största längd är 180 meter i öst-västlig riktning.